# 16-я армия (Япония)
16-я армия (яп. 第16軍) — воинское подразделение японской Императорской армии, действовавшее во время Второй мировой войны.
Сформирована 5 ноября 1941 года под командованием генерала Имамура. Входила в состав Южной группы армий, её основной задачей была координация действий японских сухопутных войск во время вторжения на Яву (которая входила тогда в Голландскую Ост-Индию). В течение всей войны армия несла гарнизонную службу на Яве.
27 марта 1944, в связи с угрозой возможного союзного десанта в Ост-Индии, изменилась структура Южной группы армий; в частности, 16-я армия была переподчинена 7-му фронту. Штаб-квартира её по-прежнему оставалась в Джакарте.
Вместе с капитуляцией Японии капитулировала и 16-я армия.